# Нелінійне керування
Нелінійне керування — підрозділ теорії керування, що вивчає процеси керування в нелінійних системах. Поведінку нелінійних систем не можна описати лінійними функціями стану або лінійними диференціальними рівняннями.
Для лінійних систем розроблено потужний і зручний математичний апарат, що дозволяє проводити їх аналіз і синтез, однак, усі ці методи незастосовні або обмежено застосовні для нелінійних систем. Динаміку нелінійних систем описують нелінійними диференціальними або різницевими рівняннями. У ряді випадків (за малих змін змінних) аналіз нелінійних систем можна звести до аналізу лінеаризованої нелінійної системи без втрати особливостей поведінки.

## Властивості нелінійних систем
- Для нелінійних систем незастосовний принцип суперпозиції.
- Можуть мати ізольовані точки рівноваги.
- У них можуть бути присутніми особливі властивості, такі як біфуркація або хаотична поведінка.
- При збуренні нелінійної системи синусоїдним сигналом відгук її, в загальному випадку, буде сигналом з широким спектром, що містить багато гармонік з різною амплітудою і фазовим зсувом (відгук лінійних систем містить одну синусоїду тієї ж частоти, що й вхідна).

## Аналіз і керування нелінійними системами
Існує кілька придатних методів аналізу нелінійних систем:
- Гармонічний аналіз
- Метод фазової площини
- Аналіз за Ляпуновим
- Метод сингулярних збурень
- Критерій стійкості Попова
- Лінеаризація диференціальних рівнянь в околі особливої точки

Методи синтезу нелінійних систем керування включають:
- Адаптивне керування
- Лінеаризація зворотним зв'язком
- Метод локалізації

та інші.